# Хејке Камерлинг Онес
Хејке Камерлинг Онес (хол. Heike Kamerlingh Onnes, 21. септембар 1853. – 21. фебруар 1926) био је холандски физичар и добитник Нобелове награде за физику. Искористио је Хампсон-Линдеов циклус како би истражио како се материјали понашају када се охладе до скоро апсолутне нуле, а касније како би хелијум претворио у течност по први пут 1908. године. Такође је октрио суперпроводност 1911. године.